# 星紅仙人球

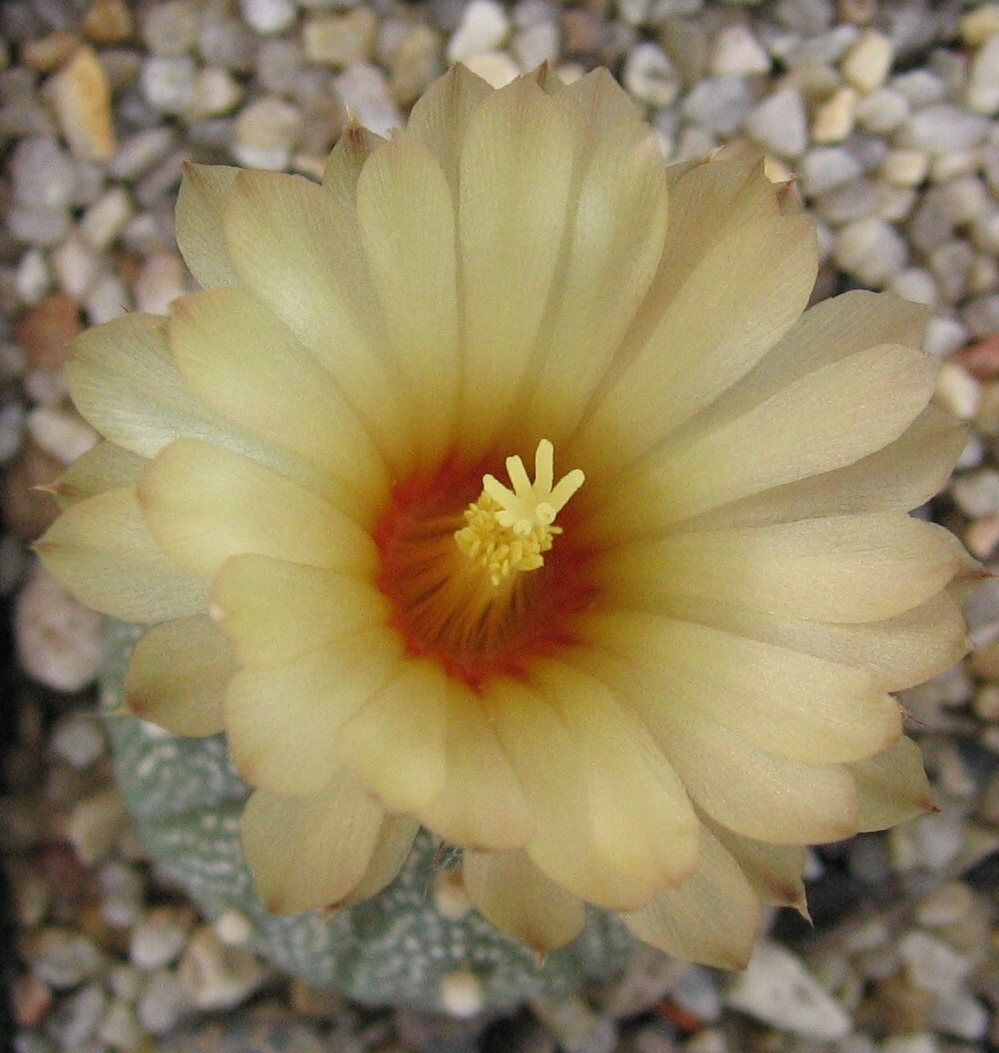
星葉球的花朵。

，又稱、星葉球或兜，是一種無針的仙人掌，屬於仙人掌科有星屬。它們細小，直徑長5-15厘米，高2-5厘米。在野外生長的，整個夏天都會開花。
星紅仙人球的成熟期很長，並被列為易危。它們的衰落是因過度採集所致，城市化及除草劑的使用也有影響。幸運的是它們可以種子傳播，雖然在野外已很稀少，但仍可靠種植來保存。它們現已有多個的栽培種，其中包括有很多斑點的「超兜」。

## 外部連結
- （法文） Astroweb （页面存档备份，存于）
- （德文） Astrobase